# جان بول كوك
جان بول كوك هو سياسي كندي، ولد في 19 يوليو 1927 في مدينة كيبك في كندا، وتوفي في 29 يونيو 2005. حزبياً، نشط في Social Credit Party of Canada ‏. وقد انتخب عضو مجلس العموم الكندي.